# Swedish Touring Car Championship 2006
Swedish Touring Car Championship 2006 var den elfte säsongen av standardvagnsmästerskapet Swedish Touring Car Championship och vanns mästerskapet av fjolårets nykomling Thed Björk som nu bytt stall till Audi. Thed fick sedan chansen i DTM då en förare blir skadad och körde två deltävlingar, en på Le Mans i Frankrike och finalen i Tyskland på Hockenheimring. Han fick dock inget fulltidskontrakt med Audi, och återvände för ett titelförsvar 2007. Richard Göransson vann fem segrar, flest i mästerskapet, men tog i övrigt bara 5 poäng på fyra race, vilket gjorde att den jämnare Björk tog hand om titeln.

## Delsegrare
| Bana           | Vinnare           | Märke |
| -------------- | ----------------- | ----- |
| Ring Knutstorp | Thed Björk        | Audi  |
| Gelleråsen     | Robert Dahlgren   | Volvo |
| Mantorp Park   | Richard Göransson | BMW   |
| Falkenberg     | Thed Björk        | Audi  |
| Våler          | Richard Göransson | BMW   |
| Anderstorp     | Richard Göransson | BMW   |
| Gelleråsen     | Thed Björk        | Audi  |
| Ring Knutstorp | Richard Göransson | BMW   |
| Mantorp Park   | Richard Göransson | BMW   |

## Slutställning
| Plats | Förare               | Märke   | Poäng |
| ----- | -------------------- | ------- | ----- |
| 1     | Thed Björk           | Audi    | 59    |
| 2     | Richard Göransson    | BMW     | 55    |
| 3     | Duncan Huisman       | BMW     | 37    |
| 4     | Fredrik Ekblom       | Audi    | 30    |
| 5     | Tomas Engström       | Honda   | 29    |
| 6     | Robert Dahlgren      | Volvo   | 29    |
| 7     | Robin Rudholm        | BMW     | 26    |
| 8     | Johan Stureson       | Peugeot | 17    |
| 9     | Jan Nilsson          | BMW     | 14    |
| 10    | Tommy Kristoffersson | Audi    | 14    |